# Bruno Humbeeck
 (mai 2015).
Bruno Humbeeck est psychopédagogue  et auteur de nombreuses publications dans le domaine de la prévention des violences scolaires et familiales, de la maltraitance, de la toxicomanie et de la prise en charge des personnes en rupture psychosociale et/ou familiale.
Spécialiste de la résilience, il travaille à ce titre avec Boris Cyrulnik et fut l'un des collaborateurs de Jean-Pierre Pourtois et feu Huguette Desmet. En 2024, il travaille comme expert au cabinet de la ministre MR de l'enseignement, Valérie Glatigny.
Les travaux qu'il mène depuis septembre 2012 dans le domaine de la prévention des violences visibles et invisibles dans l'environnement scolaire et périscolaire l'ont amené à concevoir un modèle de prévention des situations de harcèlement articulé autour des concepts de « cour de récréation régulée » (pour assurer la maîtrise des espaces et de ce qui s'y déroule) et « d'espaces de parole régulés » (pour assurer la maîtrise des groupes-classe et de ce qui s'y vit). Les résultats obtenus par cette approche ne sont pas connus à ce jour (2023).
Il est docteur de l'université de Rouen après avoir soutenu une thèse en sciences de l'éducation, De la relation co-éducative à la cité de l'éducation - Les conditions d'émergence d'une éducation émancipatrice, sous la co-direction de Huguette Desmet (UMons) et Jean Houssaye (Rouen).
Bruno Humbeeck est chercheur en pédagogie familiale et scolaire à l'Université de Mons (Belgique) membre associé du laboratoire Civiic de l'université de Rouen.
Il est coordinateur pédagogique des projets au Centre Public d'Action Sociale de Péruwelz, où il avait commencé sa carrière en tant qu'assistant social.